# Толока (сервис)
Толо́ка (ранее Яндекс Толока) — краудсорсинговый проект, созданный в 2014 году для быстрой разметки большого количества данных, которые затем используются для машинного обучения и совершенствования поисковых алгоритмов. Как правило, размещаемые задания достаточно простые, для их исполнения не требуется специальная подготовка. В основном они связаны с анализом и оценкой контента. Поэтому любой желающий может выполнять задания и получать за них вознаграждение.

## Название сервиса
Толо́ка — это форма деревенской взаимопомощи в России, Украине, Белоруссии, Эстонии, Латвии и Литве. Её организовывали в деревне для выполнения срочных работ, требующих большого количества работников: сбор урожая, вырубка леса, сооружение домов и т. д. Иногда толоку использовали для проведения общественных работ (строительство церквей, школ, дорог и т. п.).
Идея совместной полезной работы на общий результат сочетается с принципом краудсорсинга.

## Виды заданий и область применения результатов

### Совершенствование поисковых алгоритмов
Результаты разметки помогают улучшить качество поиска и эффективно настраивать алгоритмы распределения его результатов. Так, в августе 2017-го года Яндекс представил новый поисковый алгоритм «Королёв», при создании которого для обучения нейронных сетей использовались оценки толокеров. За два с лишним года существования сервиса они дали около двух миллиардов оценок, которые позволили разработчикам значительно усовершенствовать свой алгоритм.

### Развитие машинного обучения
Чтобы машина поняла, как решать ту или иную задачу, необходимо показать ей огромное количество примеров, как положительных, так и отрицательных. Пользователи сервиса Яндекс Толока в числе других задач могут получать и задания по описанию объектов, определённых компьютером на изображении. Например, на фото помечены объекты, которые смог определить искусственный интеллект, но для применения этих данных в деле требуется точно знать, что это за объекты, чтобы обучить искусственный интеллект по массе таких определений человеком. Который, в свою очередь, получит за такую работу вознаграждение. Кроме того, в Толоке производят проверку автоматически полученных черновиков словарных статей для Яндекс Переводчика.

### Аудит и маркетинговые исследования
Проверка качества работы интернет-магазина, службы доставки, написание отзывов о продуктах и услугах. Например, в 2017 году пользователи Толоки принимали участие в проверке качества работы сервиса возврата товара на Яндекс Маркете. Подобные эксперименты позволяют контролировать качество работы сервиса и выявлять слабые места, над которыми в дальнейшем будет проведена работа по улучшению и устранению выявленных проблем. В другом проекте пользователям предлагалось написать отзыв на товар из популярных категорий и снабдить его собственными фотографиями.

### Выбор дизайна и названий новых продуктов и сервисов
Ответы на вопросы, связанные с выбором наиболее удачного названия и дизайна для нового продукта или сервиса, личными или потребительскими предпочтениями пользователей. В одном из таких опросов толокеры выбирали название для голосового помощника Яндекса. Целью задания было — определить черты характера девушки с тем или иным именем. Для опроса взяли как нужные характеристики так и совсем неподходящие, и стали спрашивать: „Если у девушки вот такое имя, то она скорее добрая или агрессивная?“. С большим отрывом в опросе победило имя «Алиса».

## Вознаграждение и вывод средств
Задания в Толоке оплачиваются — сумма, которую можно заработать, указана рядом с заданием. Для вывода средств можно воспользоваться системами: ЮMoney (Бывшие Яндекс Деньги), PayPal, Qiwi. На этапе отладки процессов со стороны Толоки вывод денег может занимать от нескольких минут до месяца.

## Мобильные приложения
Для решения задач, которые требуют работу «в поле» (например, пойти по адресу и проверить актуальность информации об организации), существует мобильная версия Толоки. Сервисом разработаны два приложения — для Android и iOS.

## Пользователи
Пользователи Толоки, или толокеры — люди, которые за вознаграждение выполняют задания по тестированию и улучшению системы на краудфандинговой площадке Яндекс. Толока. В настоящее время в Толоке около 4 миллионов зарегистрированных пользователей из России, с Украины, из Белоруссии, Казахстана, Узбекистана, Турции, Франции, Индонезии и других стран, которые выставили более 2 миллиардов оценок. В 2018 году в проектах в «Толоке» поучаствовало больше миллиона людей. Большинство толокеров — это молодые люди до 35 лет (как правило, студенты технических вузов или мамы в декрете). В основном исполнители рассматривают Толоку в качестве дополнительного источника денег, хотя многие отмечают, что им нравится выполнять полезную работу, делать интернет чище. В 2017 году интернет-холдинг Яндекс наградил 25-летнего челябинца Илью Михаленко за наибольший вклад в совершенствование поисковой системы. На церемонии запуска нового алгоритма поиска челябинцу вручили статуэтку в виде ракеты как символа того, что вводимые работниками Яндекса инновации сопоставимы с полётами людей в космос.

## Заказчики
Все задания в Толоке размещают Заказчики. Основные направления использования «Толоки» внутри проектов «Яндекса» — это сбор и обработка данных для проектов, связанных с машинным обучением, речевыми технологиями, компьютерным зрением, умными алгоритмами «Поиска» и т. д., модерация контента (разговоры в «Яндекс Картах»), полевые задания (актуализация данных об организациях в «Справочнике»), оптимизация внутренних бизнес-процессов (поиск публикаций в соцсетях, разметка упоминаний Яндекса по тональности на позитивные и негативные). Поскольку над задачей одновременно работают как минимум сотни, а то и тысячи толокеров, результаты готовы в худшем случае на следующий день.

## Критика
Для выявления и изъятия ЛГБТ-книг интернет-издательство Ridero использовало нейросеть, обучавшуюся с помощью «Толоки», пользователям которой предлагали прочитать текст и указать, одобряется ли в нём «существование лесбиянок, геев, бисексуалов и трансгендеров», смена пола, зоофилия, некрофилия, идеи чайлдфри или инцест. В пресс-службе «Яндекса» сообщили, что отозвали это задание, сочтя его оскорбительным.
Согласно данным взлома белорусскими хакерами Главного радиочастотного центра Роскомнадзора в ноябре 2022 г., «Яндекс. Толока» используется Роскомнадзором для обучения нейросетей ищущего «запрещённый контент» «Чистого интернета».

## Исследования в Толоке
Толока — это не только инструмент для решения прикладных задач, но и площадка для научных исследований в разных предметных областях. В мае 2019 года команда сервиса начала публиковать наборы данных для некоммерческих, академических целей, чтобы поддержать научное сообщество и привлечь исследователей в Толоку. Датасеты могут быть интересны исследователям разных направлений: для лингвистических исследований, для задач компьютерного зрения, для тестирования моделей агрегации вердиктов исполнителей и обучения чат-ботов.